# Вести. Репортёр
«Вести. Репортёр» (укр. Вісті. Репортер) — суспільно-політичний тижневик. Виходить з 30 серпня 2013 року російською мовою. За словами першого головного редактора тижневика Іскандера Хісамова, жанр журналу — репортаж, поєднаний з аналітикою. Журнал виходить щотижнево по п'ятницях.
Тижневик входить до одного медіа-холдингу з газетою «Вєсті» та телеканалом UBR — «Мультимедіа-інвест груп». Видається за ліцензією російського журналу «Русский репортёр», який входить до медіа-холдингу «Експерт».
Аудиторія тижневика, за визначенням першого головного редактора, — це люди, які приймають рішення, — політики, бізнесмени, менеджери, чиновники, а також експерти, вчені, креативний клас, япі, студенти.
Журнал зареєстрований у державному реєстрі друкованих засобів масової інформації та інформаційних агентств як суб'єктів інформаційної діяльності під номером КВ №19947-9747Р від 07.06.2013.
Частину контенту (до 30 відсотків), який стосується міжнародної політики журнал буде передруковувати з російського видання «Русский репортёр».
27 жовтня 2015 року журнал «Вести. Репортёр» заявив про припинення виходу друкованої версії видання. Він буде повністю інтегрований із сайтом газети «Вести». Причиною такого рішення стала нібито змінама потреб аудиторії, а також необхідність відповідати новим викликам на медіаринку України.

## Власність
«Вести. Репортёр» входить до холдингу «Мультимедіа інвест груп», якому також належить телеканал UBR, щоденна безкоштовна газета «Вести», «Радио Вести» та сайт vest-ukr.com.